# Zico Soccer
Zico Soccer (ジ ー コ サ ッ カ ー, Jiko Sakkā) é um jogo eletrônico de futebol do tipo Manager produzido pela EA Sports Victor para o Super Nintendo em 1994. O jogo foi batizado em homenagem ao meio-campista brasileiro Zico, que na época jogava pelo Kashima Antlers. O jogo é principalmente em japonês, embora algumas palavras estejam em inglês. 
Zico Soccer foi um dos poucos jogos do console a aceitar a utilização do periférico Super NES Mouse.
Diferentemente dos outros jogos de futebol estilo manager, em Zico Soccer você é apenas o técnico da equipe, e deve orientar os seus jogadores a passarem a bola, chutar, fazer faltas e afins...

## Modo de Jogo
Há um modo de exibição, modo de treinamento e dois tipos diferentes de modos de copa (torneio).
O jogo começa com uma moeda ao ar e o vencedor escolhe ter a posse da bola ou escolher o lado do campo que defende. Não é possível jogar em clubes com ligas nacionais; existem apenas seleções (exceto o Kashima Antlers). No entanto, a Inglaterra foi excluída junto com a maioria dos outros países membros da FIFA. Em vez de controlar diretamente os jogadores, o treinador / jogador deve escolher quem deve passar a bola para qual jogador, onde chutar a bola, para onde mover os jogadores no tabuleiro e como eles devem chutar a bola.

## Recepção
| Críticas profissionais | Críticas profissionais |
| Avaliações da crítica  | Avaliações da crítica  |
| Fonte                  | Avaliação              |
| ---------------------- | ---------------------- |
| Arcade Attack          | 26/100                 |

O jogo não foi bem recebido, tendo ganhado uma nota 26 de 100 do site arcadeattack.

## Ver Também
- Isto é Zico: Zico no Kangaeru Soccer (jogo eletrônico interativo do Sega Saturn, que tem o Zico como garoto-propaganda).
- Tactical Soccer (jogo eletrônico do SNes, considerado o sucessor do Zico Soccer).